# Cité internationale universitaire de Paris

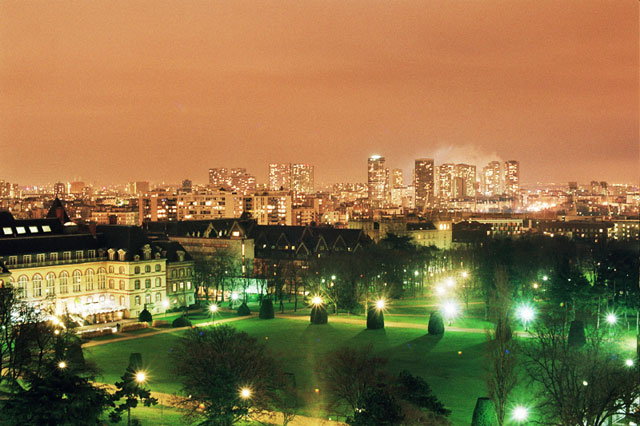
CIUP - panoramă nocturnă

Cité internationale universitaire de Paris (CIUP) este un campus universitar internațional situat în sudul Parisului, intra-muros. Proiectul campusului a fost inițiat în anii 1920. Astăzi, campusul se întinde pe aproximativ 30 de hectare și cuprinde 40 de rezidențe.

Planul campusului